# Chomelia polyantha
Chomelia polyantha är en måreväxtart som beskrevs av Sidney Fay Blake. Chomelia polyantha ingår i släktet Chomelia och familjen måreväxter. Inga underarter finns listade i Catalogue of Life.